# Cornelia Barns
Cornelia Barns (New York, 25 settembre 1888 – Los Gatos, 4 aprile 1941) è stata un'illustratrice statunitense, la cui attività artistica ebbe impronta socialista e femminista.

## Biografia
Cornelia Baxter Barns nacque nel 1888 nel quartiere Flushing di New York, la maggiore dei tre figli di Charles Edward Barns (giornalista e poeta) e Mabel Balston. Nel 1910 la famiglia si trasferì a Filadelfia, dove Charles Burnes iniziò a fare il manager teatrale e Cornelia studiò arte.

### Formazione artistica

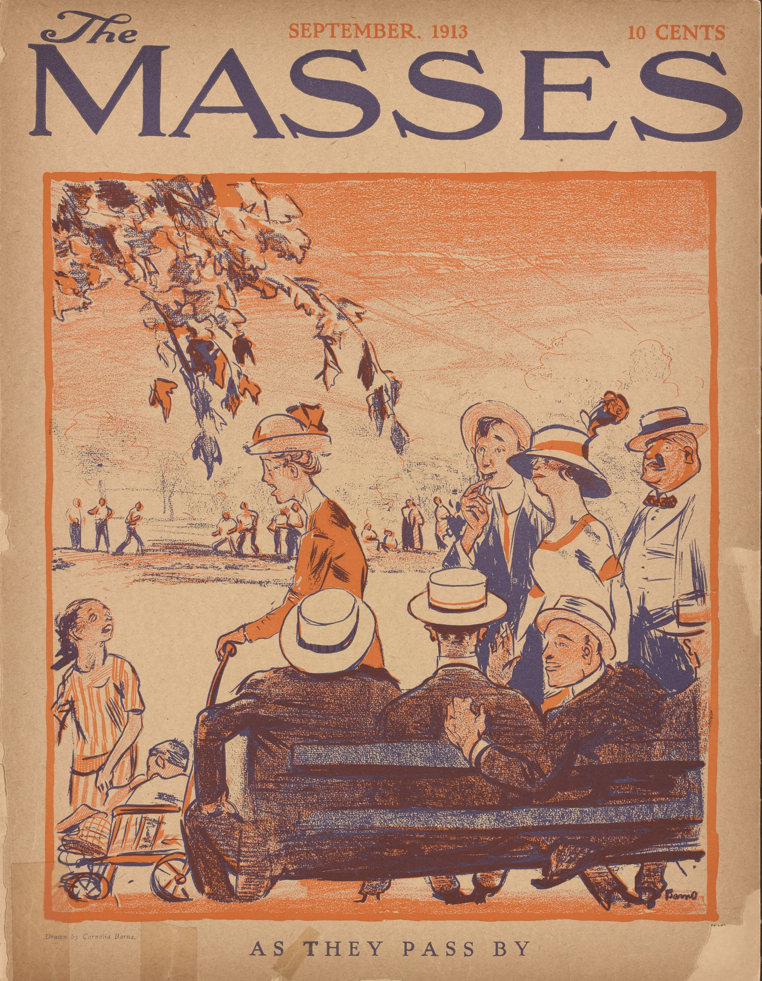
"As They Pass By," copertina di Cornelia Barns. The Masses, settembre 1913.

Cornelia Barns si iscrisse alla Pennsylvania Academy of Fine Arts nel 1906, dove divenne allieva di William Merritt Chase e John Twachtman. Il suo nome è stato associato anche a Robert Henri e la sua Ashcan School. Il suo lavoro fu premiato con due borse di studio dell'Accademia che le permisero il suo primo viaggio in Europa nel 1910 e incentivarono un altro viaggio all'estero nel 1913. Esibì le sue opere alla Pennsylvania Academy of Fine Arts, e dal 1910 figurava come pittrice nell'American Art Annual. A metà del suo secondo ventennio di vita sposò Arthur S. Garbett, un critico musicale britannico di stanza a Filadelfia. La coppia ebbe un figlio in città e si ritiene che la famiglia trascorse un paio d'anni a New York.

### Esordi
Cornelia Barns fu una dei ventitré artisti ospitati dall'American Salon of Humorists del 1915, una mostra tenuta alle Gallerie Folsom di New York e organizzata da Louis Baury.

### Suffragio e socialismo a New York

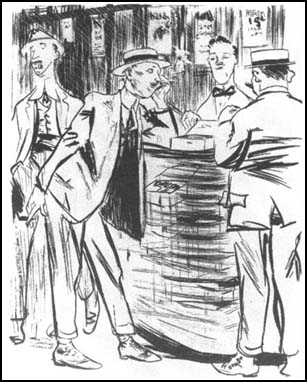
Vignetta di Cornelia Barns. "United We Stand: Anti-
Suffrage Meeting," pubblicata su The Masses nel novembre 1914.

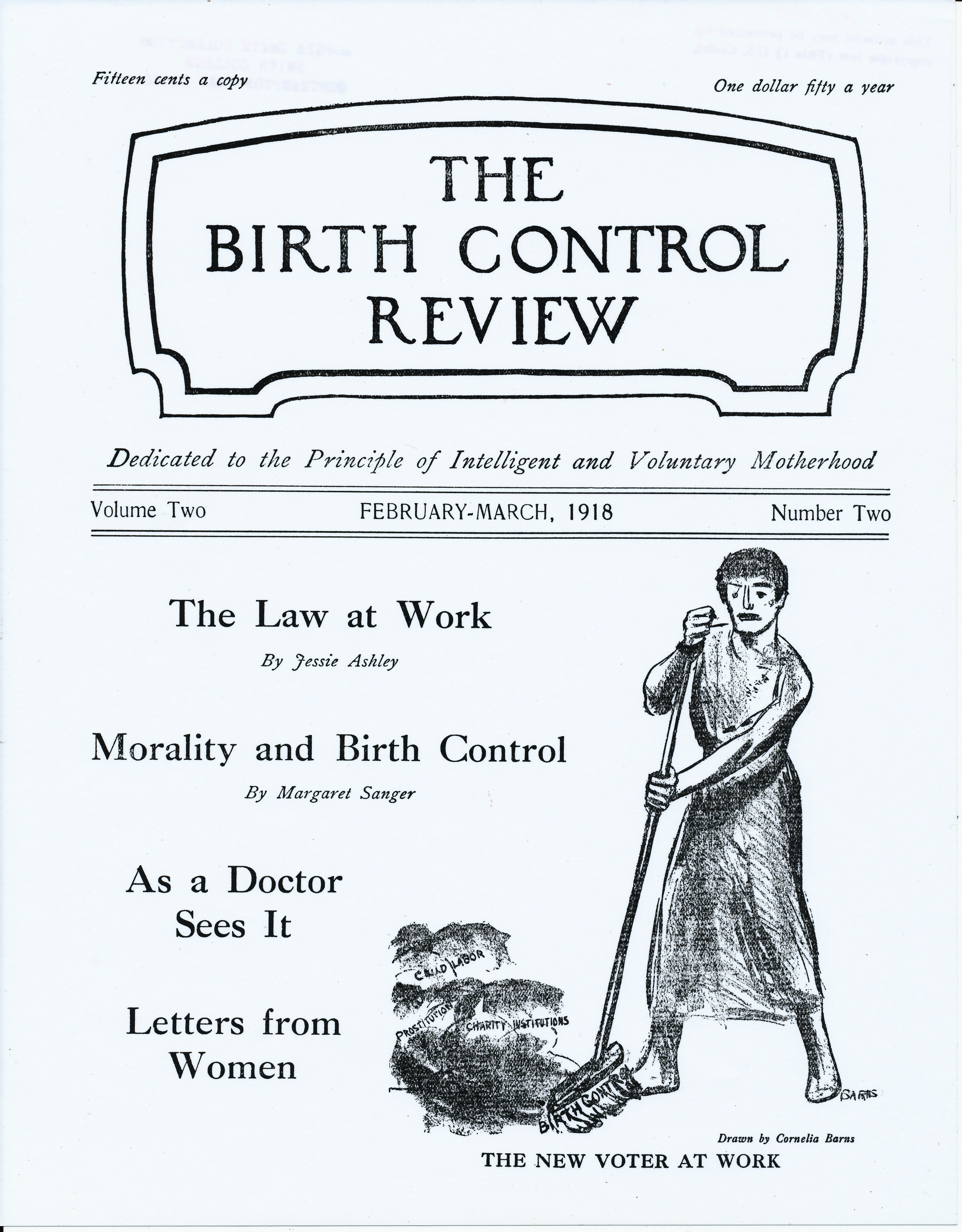
Copertina di Birth Control Review (Febbraio–Marzo 1918) disegno di Cornelia Barns, "The New Voter at Work."

Tra il 1913 e il 1917 Barns contribuì al The Masses, una rivista socialista che attrasse un gruppo di autori e artisti di talento. Per tre anni, Barns fece parte del suo consiglio editoriale.
Quando la pubblicazione di The Masses fu sospesa in seguito a denunce governative, Max Eastman e Crystal Eastman fondarono una nuova rivista, The Liberator. Nel numero del 10 febbraio 1918 del New York Call, Cornelia fu annunciata come collaboratrice del The Liberator, insieme ai colleghi illustratori Robert Minor, Boardman Robinson e Art Young. Nel 1925 il The New Masses fu annunciato come una nuova rivista senza affiliazioni politiche ma con simpatie verso il movimento dei lavoratori e Cornelia Barns figurava come collaboratrice.
All'interno di questi periodici socialisti, molte vignette di Cornelia Barns riguardavano il suffragio femminile e l'uguaglianza di genere. Prevedibilmente, pubblicò illustrazioni sulle riviste a tema di diritto di voto, tra cui il Woman Voter di New York e il Suffragist del National Woman's Party. "One Man--One Vote" rappresentava due donne immigrate con figli piccoli, contrapposte allo sguardo di un dandy in completo e bastone da passeggio. La sua copertina, "Waiting," pubblicata sul The Suffragist nel 1919 è un potente ritratto di un'infinita massa di donne forzute, due delle quali con bambini tra le braccia, che tengono una torcia accesa nell'attesa del riconoscimento politico tramite il suffragio.
Nel 1918, nel secondo anno di pubblicazione, Cornelia Barns and Lou Rogers furono redattori artistici (art editors) per il Birth Control Review di Margaret Sanger. Il suo primo contributo fu "We Accuse Society."

### California
Nel 1920 Cornelia Barns si trasferì in California con suo marito Arthur S. Garbett e il loro figlio. Si stabilirono in un ranch nei pressi dei genitori di lei, che si erano trasferiti a Morgan Hill molti anni prima. In cerca di opportunità lavorative, i Garbett si trasferirono ulteriormente a Berkeley. Cornelia Barns produsse vignette e copertine per la rivista Sunset dal 1921 e tenne la rubrica My City Oakland sull'Oakland Tribune. La famiglia si ritirò in pensione a Los Gatos, California, poco prima che Cornelia morisse di tubercolosi nel novembre 1941. È stato ipotizzato che l'uso costante degli acidi dell'acquaforte su piastre di zinco in ambienti poco ventilati potesse aver danneggiato i suoi polmoni; altri hanno sottolineato come la nonna paterna e una prozia fossero decedute in seguito alla stessa malattia. In seguito a un allagamento nell'abitazione di famiglia, sono sopravvissuti pochi pezzi originali dei suoi lavori artistici.

## Accoglienza
Max Eastman raccontò il primo incontro con l'artista intorno al 1913: «una ragazza con gli occhi da elfo e i capelli castani lisci, si presentò con un disegno che era comico in modo impressionante, diverso da qualsiasi cosa avessi mai visto».
Lo stile artistico di Barns si fondava sull'uso di pesanti linee a pastello e uno stile comico distintivo nei suoi ritratti della pretenziosità, del privilegio sociale, della dominanza maschile e dell'innocenza dei bambini. In un altro lavoro Eastman scrisse che «i disegni di Art Young, Cornelia Barns e William Groppen avevano un'intrinseca natura comica. Le didascalie non erano necessarie, o perlomeno erano superflue, spesso aggiunte dalla redazione.»
Nel giudizio della storica dell'arte Rebecca Zurier, «la cosa più vicina a una dichiarazione femminista fatta da una redattrice di Masses appare nelle vignette di Cornelia Barns, che si asteneva da ogni seria analisi sociale.»